# Temple reformat d'Horgen
El temple reformat de Horgen, en alemany «Reformierte Kirche Horgen» , és un edifici religiós situat a Horgen, Suïssa sobre el marge sud del llac de Zuric. L'edifici actual va estar construït l'any 1782 en estil rococó per l'arquitecte Johann Jakob Haltiner. La parròquia és membre de l'Església evangèlica reformada de Suïssa.

## Història
L'església parroquial s’esmenta en un document cap al 1210. L'any 1676, l'església, que havia quedat massa petita, va donar pas a un nou edifici d’estil barroc. L'església actual està dissenyada per l’arquitecte Johann Jakob Haltiner amb estuc d’Andreas Moosbrugger. Es va inaugurar el 27 d’octubre de 1782.
El 1865, l'església va rebre els primers vitralls i el 1874 els dos frescos a banda i banda del púlpit. L'orgue original del 1884 fou substituït per l’actual el 1961. El 1905 es van instal·lar finestres de vidre de colors. Abans de la renovació de 1976, es van dur a terme extenses investigacions sobre la història de l'edifici per intentar apropar-se a l'estat original de 1782.

## Arquitectura
L'església de planta el·lipsoïdal va ser una atrevida solució del famós arquitecte de l'església Johann Jakob Haltiner d'Altstätten a la vall del Rin. Haltiner, segons la tradició del mestre d’obres Grubenmann, va dissenyar el pla sobre la base del cercle de 17 metres de diàmetre.
L'estuc va ser creat per l’artista de Vorarlberg Andreas Moosbrugger. Modela l'espai i la decoració d'interiors en una sola unitat de gran delicadesa, els frescos a l'esquerra i a la dreta del púlpit, pintats per Antonio Barzaghi-Cattaneo, es van inaugurar l'11 d'octubre de 1864. Supervisat per mossèn Conrad Wilhelm Kambli, és el primer mural que es va instal·lar en un temple suís des de la Reforma. Les esglésies reformades solen estar marcades per una tradició d'iconoclasma.
El púlpit, tallat treballadament, d'estil rococó, va ser dissenyat el 1890 com un autèntic monument de la Reforma. El faristol representa una àguila que porta un rotlle on hi ha escrit: "Ein feste Burg ist unser Gott", en català "El nostre deu és una fortalesa poderosa". Aquesta frase és el títol de l'himne més famós compost per Martí Luter el 1529. És "l'himne de batalla de la reforma protestant". Al púlpit, retrats esculpits dels reformants Huldrych Zwingli (centre), Jean Calvin (esquerra) i Oecolampade (dreta). La pica baptismal es troba al centre del temple.
L’antic orgue romàntic fou substituït per un de nou el 1961 per la companyia Friedrich Goll. L'instrument amb 62 registres i 4798 canonades és un dels més grans de la regió. El seu rang de freqüència s’estén entre 16 i 8300 Hz.

## Galeria

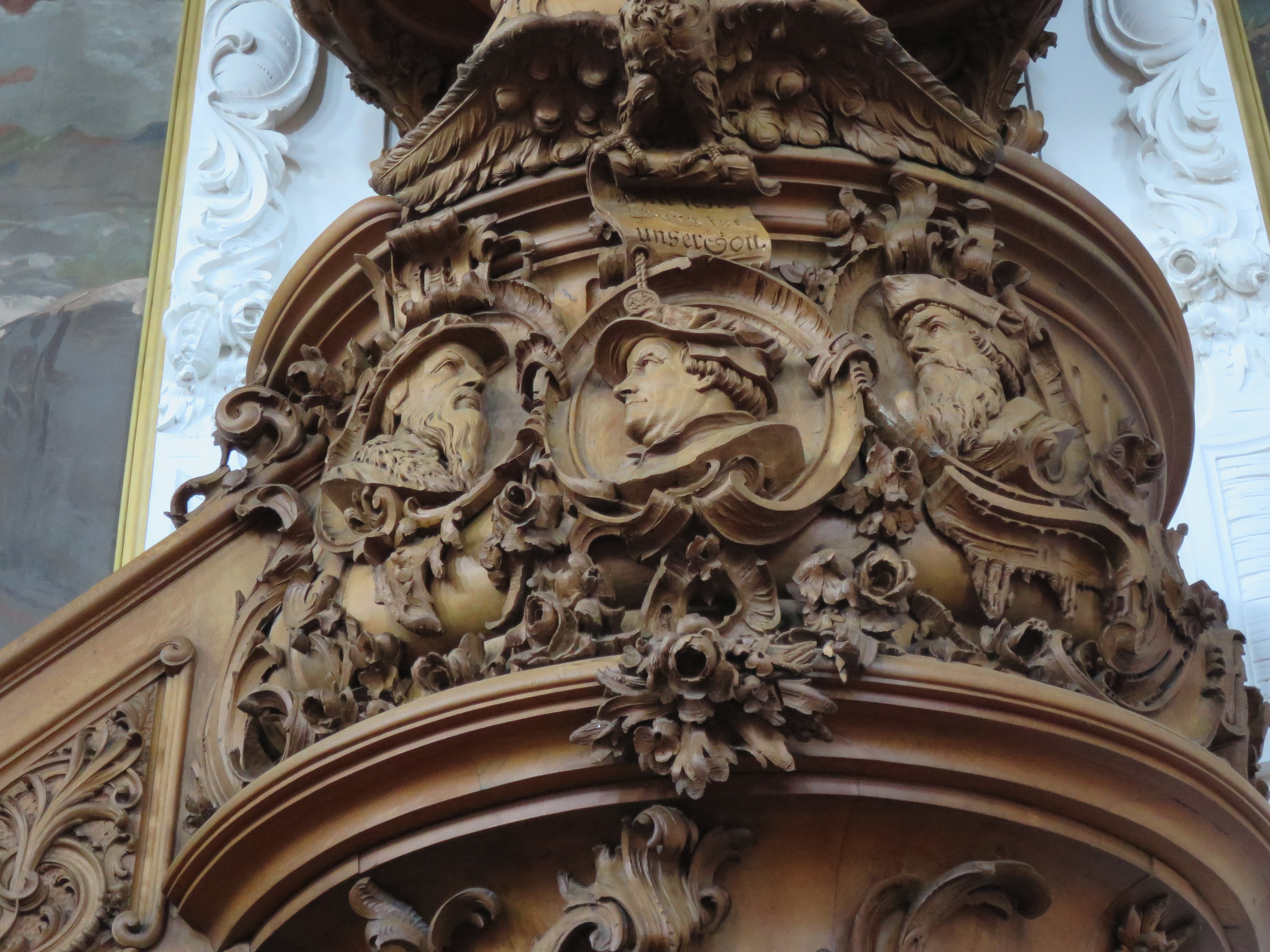
Púlpit esculpit
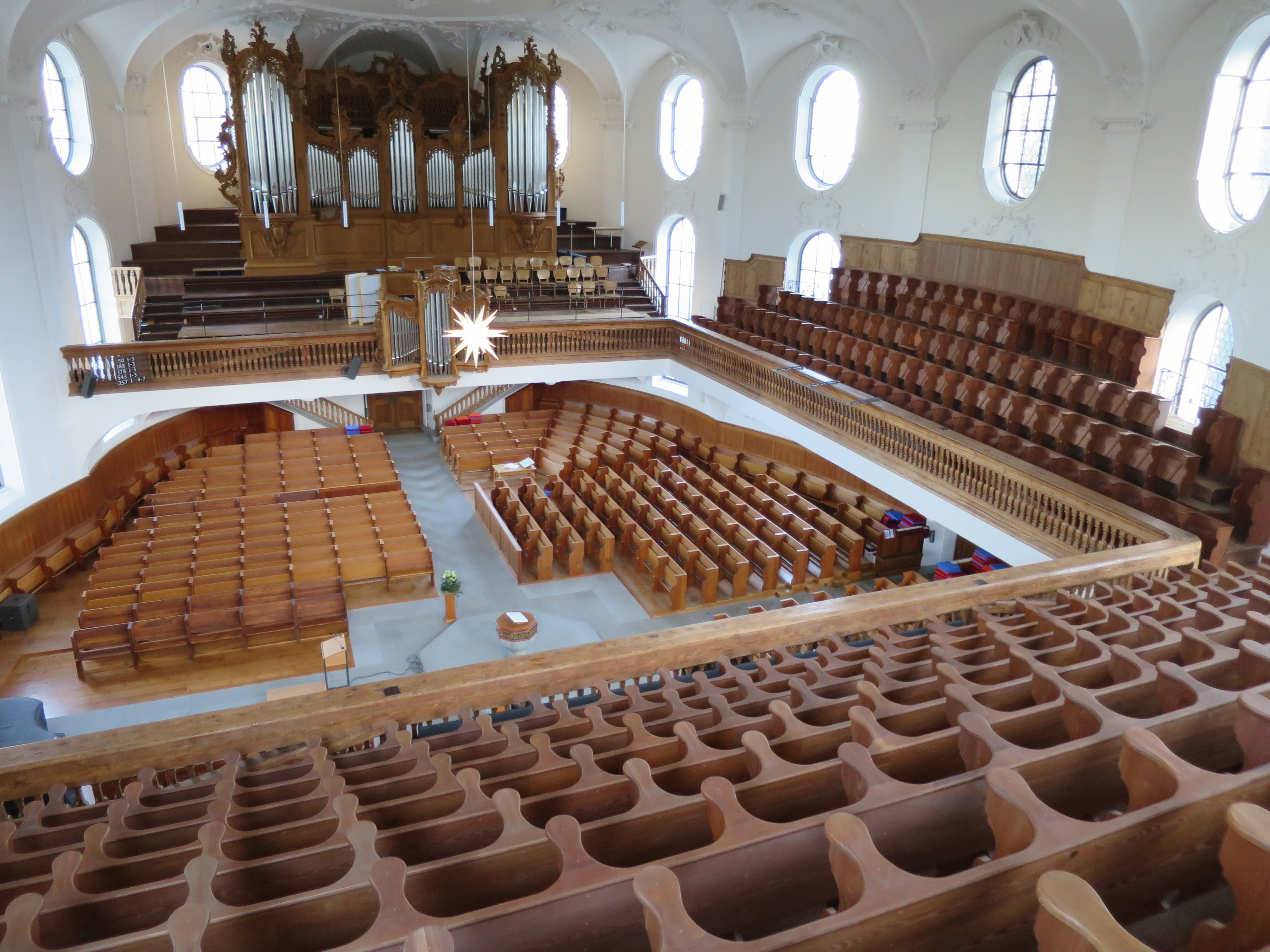
Interior de l'església
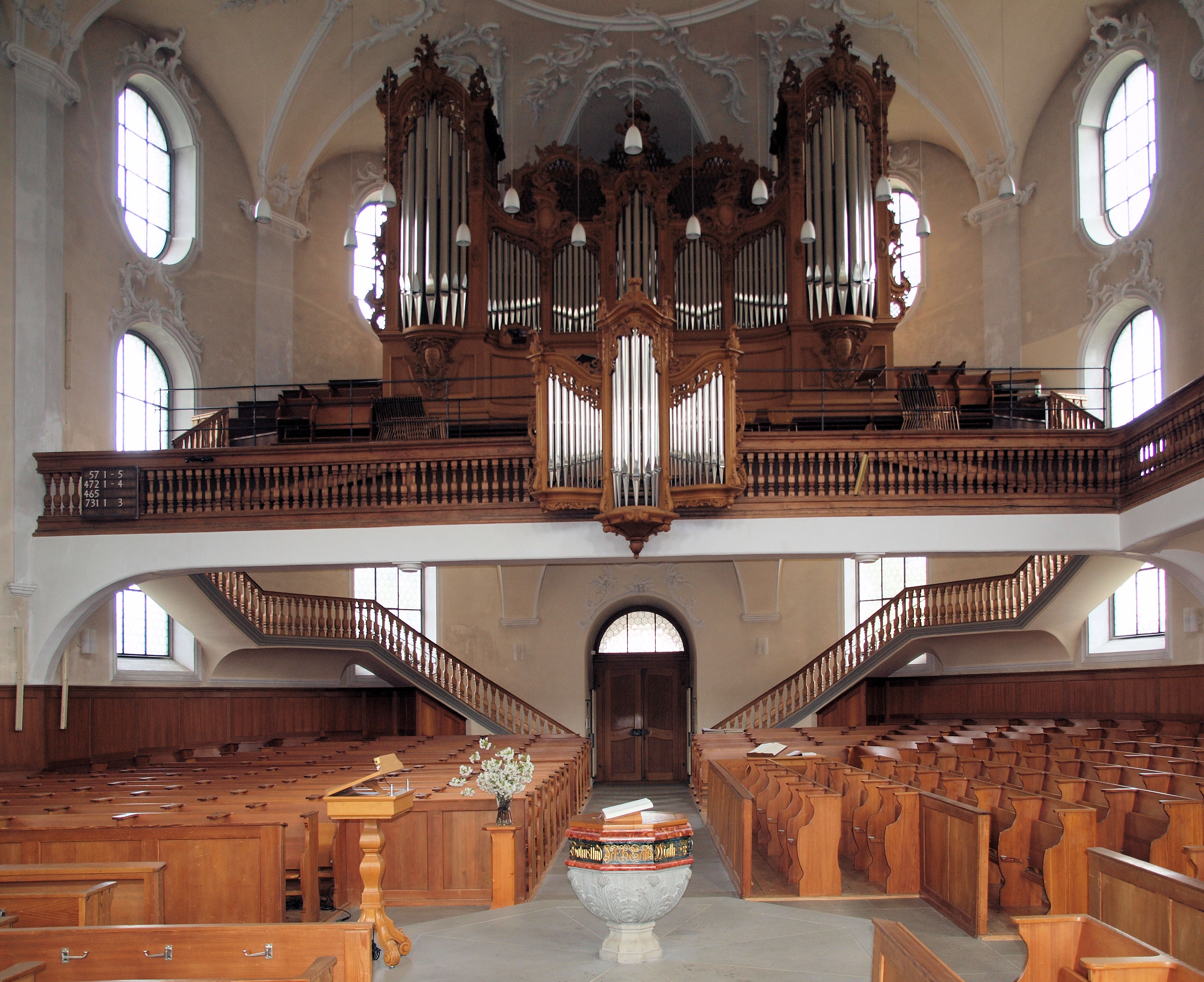
Orgue
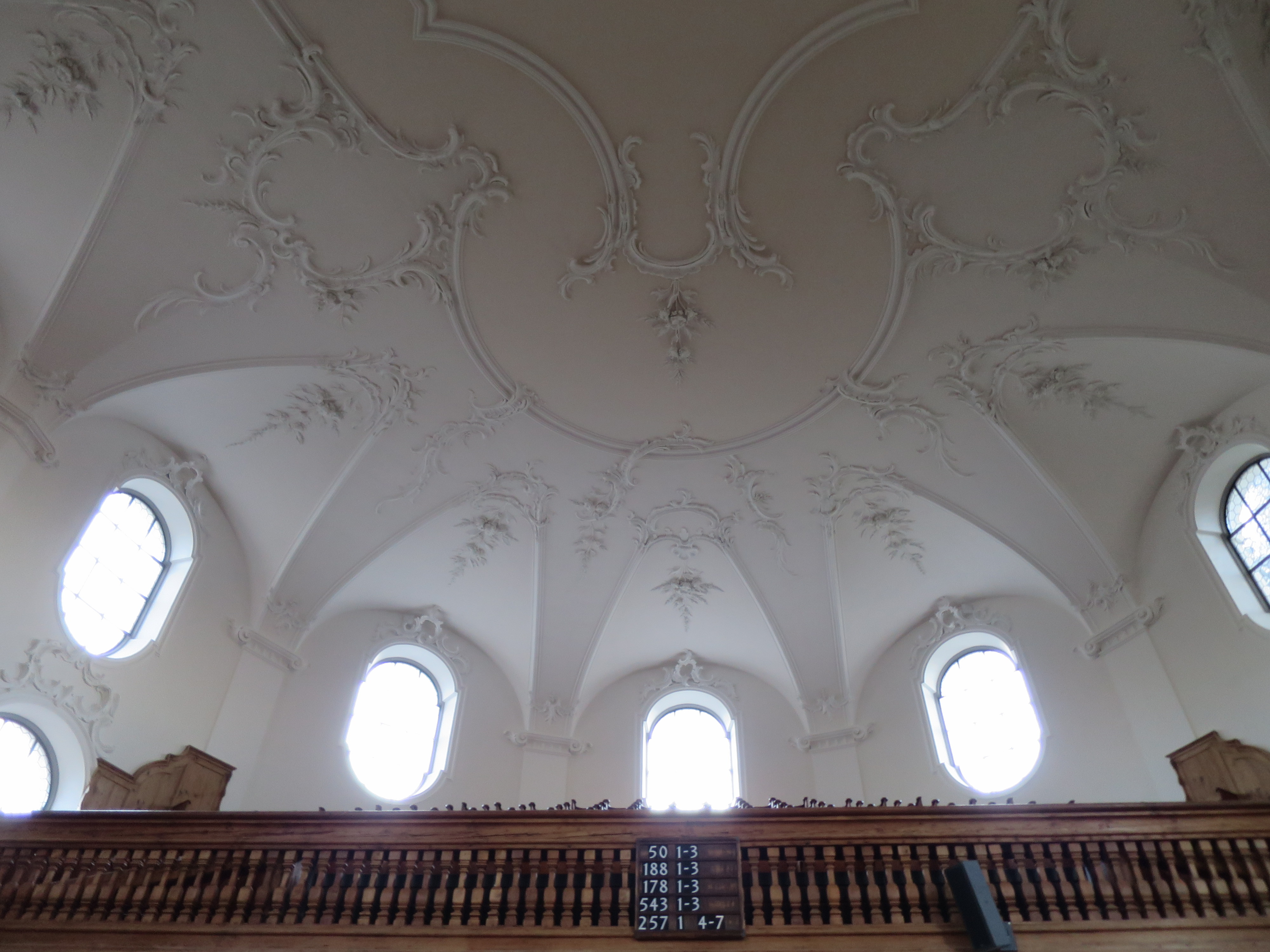
Sostre de l'església
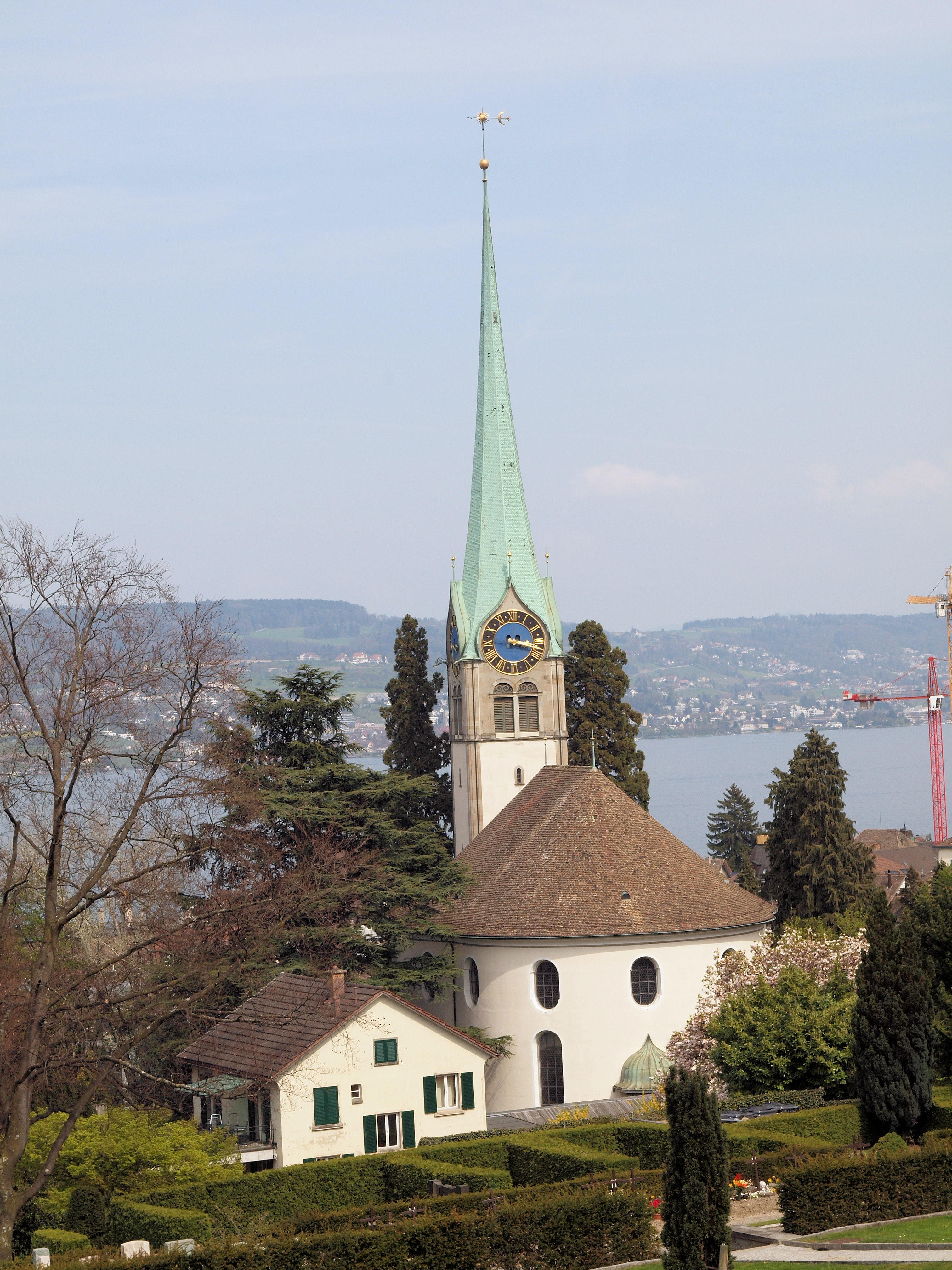
Exterior